# Bouxurulles
Bouxurulles är en kommun i departementet Vosges i regionen Grand Est (tidigare regionen Lorraine) i nordöstra Frankrike. Kommunen ligger i kantonen Charmes som tillhör arrondissementet Épinal. År 2022 hade Bouxurulles 178 invånare.

## Befolkningsutveckling
Antalet invånare i kommunen Bouxurulles
| Referens: INSEE |